# Ipazia
Ipàzia (in greco antico: Ὑπατία?, Hypatía, in latino Hypatia; Alessandria d'Egitto, 355 – Alessandria d'Egitto, marzo 415) è stata una matematica, astronoma e filosofa greca antica.
Figlia del matematico Teone, fu una donna di lettere e di scienza, a capo della scuola neoplatonica di Alessandria, all'epoca parte dell'Impero romano d'Oriente, dove insegnò filosofia e astronomia. È la prima matematica la cui vita sia ben documentata.
Durante la sua vita, Ipazia fu riconosciuta come una rinomata insegnante e saggia consigliera. L'unica fonte che elenca le sue opere, l'enciclopedia bizantina Suda, le attribuisce un commento alla Arithmetica in tredici volumi di Diofanto di Alessandria, che potrebbe essere sopravvissuto in parte venendo incorporato nel testo originale di Diofanto, e un altro, andato perduto, sul trattato di Apollonio di Perga sulle sezioni coniche. Fu anche coinvolta nell'edizione e nel commento del Libro III dell'Almagesto di Claudio Tolomeo portata avanti da Teone. Fu in grado di costruire astrolabi e idrometri.
Pur non essendo cristiana, Ipazia era nota per la sua tolleranza nei confronti dei primi cristiani: ebbe molti studenti cristiani, tra cui Sinesio di Cirene, successivamente eletto vescovo di Tolemaide. Fino alla fine della sua vita, Ipazia consigliò Oreste, allora prefetto d'Egitto, che era in aperto conflitto con il vescovo Cirillo di Alessandria. Le voci secondo cui Ipazia avrebbe alimentato il conflitto tra Oreste e Cirillo facendo uso di arti magiche spinsero una folla di cristiani, forse guidati da monaci cristiani parabolani, nel marzo del 415, ad assassinarla, smembrarla e bruciarne il corpo. In particolare, furono incitati a uccidere Ipazia da un capo spirituale di nome Pietro, sotto l'influenza di Cirillo di Alessandria.
Il suo omicidio e il coinvolgimento di Cirillo l'hanno resa per alcuni autori una martire della libertà di pensiero. Un ultimo studio pubblicato nel 2025 propone una diversa lettura dei motivi che indussero Cirillo a osteggiare Ipazia. Riprendendo lo spunto dal volume di Dzielska, Armando Girotti si chiede quale potesse essere l’insegnamento di Ipazia che infastidisse così profondamente il papas Cirillo di Alessandria; lo trova negli studi di Porfirio utilizzati da Ipazia. La filosofa insegnava i fondamenti del neoplatonismo servendosi delle traduzioni di Porfirio il quale aveva pure pubblicato Contro i cristiani, testo che esacerbava il vescovo in quanto esponeva le contraddizioni, le contrapposizioni, le inconciliabilità, le fratture proprie del primo cristianesimo. Cirillo, che chiamò Porfirio, il padre della impudente loquacità contro di noi, non avrebbe mai accettato un’istruzione contraria alla sua ortodossia per cui Ipazia gli fu invisa, tra i vari motivi, pure in quanto docente del neoplatonismo di Porfirio che incitava al libero pensiero e alla libera critica.

## Biografia
(Pallada, Antologia Palatina, IX, 400)
Ipazia nacque ad Alessandria d'Egitto, nella seconda metà del IV secolo. Il suo anno di nascita preciso è oggetto di discussione: il lessico della Suda riporta che ella «fiorì durante il regno d'Arcadio», ossia tra il 395 e il 408, che comporterebbe una data di nascita oscillante dal 355 al 370 circa. In base a un modello probabilistico, l'anno più probabile per la sua nascita è il 355 (con circa il 14,5% di probabilità) e, più in generale, come intervallo di anni più probabile quello compreso fra il 350 e il 360 (con circa il 90% di probabilità).
Nulla si sa della madre e il fatto che i saluti rivolti a Ipazia e agli altri familiari nelle lettere del suo allievo Sinesio non la citino mai, fa ritenere che, almeno nel 402, ella fosse già morta. Si sa di un fratello di nome Epifanio, dedicatario sia del Piccolo commentario alle Tavole manuali di Tolomeo, che del IV libro del Commento all'Almagesto, del padre Teone.
Dubbia è la possibilità che avesse un altro fratello di nome Atanasio; nelle lettere in cui Sinesio saluta Ipazia: «Abbraccia per me la venerabilissima e piissima filosofa, il beato coro che gode della divina voce, ma soprattutto il beatissimo padre Teotecno e il compagno nostro Atanasio» e «stammi bene e salutami i compagni felici, cominciando dal padre Teotecno e dal fratello Atanasio», l'ipotesi che Teotecno – Teone è effettivamente il diminutivo di Teotecno – e Atanasio indichino rispettivamente il padre e il fratello di Ipazia, non ha la maggioranza dei consensi dei commentatori.

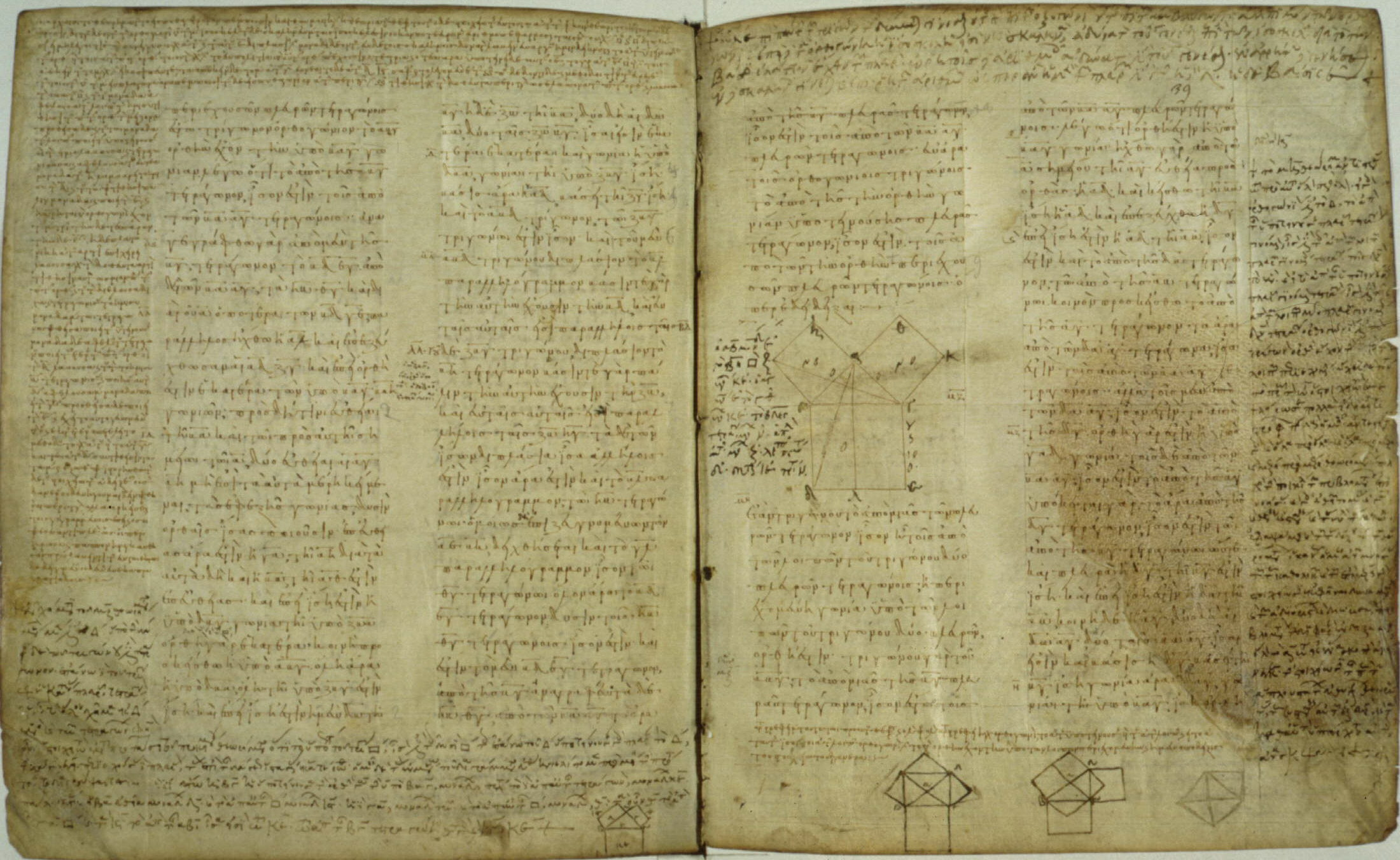
Teone di Alessandria, padre di Ipazia, è noto principalmente per aver curato l'edizione dei testi degli Elementi di Euclide qui mostrati in un manoscritto del IX secolo.

Noto è invece il padre, «Teone, il geometra, il filosofo d'Alessandria», che studiava e insegnava ad Alessandria, dedicandosi in particolare alla matematica e all'astronomia – osservò l'eclisse solare del 15 giugno 364 e quella lunare del 26 novembre – e che sarebbe vissuto almeno per tutto il regno di Teodosio I (378–395). Teone era a capo di una scuola chiamata “Mouseion”, esclusiva, altamente prestigiosa e dottrinalmente conservatrice: Teone rifiutava gli insegnamenti di Giamblico e forse era orgoglioso di insegnare un neoplatonismo puro e plotiniano. Sebbene all'epoca fosse considerato un grande matematico, il lavoro matematico di Teone è stato considerato, secondo gli standard moderni, essenzialmente “minore”, “banale”, e “completamente non originale”. Il suo risultato principale fu la produzione di una nuova edizione degli Elementi di Euclide, in cui corresse gli errori di scrittura che erano stati commessi nel corso di quasi 700 anni di copiatura; L'edizione di Teone degli Elementi di Euclide divenne l'edizione più diffusa del libro testo per secoli e soppiantò quasi completamente tutte le altre edizioni. Che Ipazia sia stata allieva prima e collaboratrice del padre poi è attestato dallo stesso Teone il quale, in capo al III libro del suo commento al Trattato matematico di Tolomeo, scrive che l'edizione è stata «controllata dalla filosofa Ipazia, mia figlia». Non è chiaro il tipo di controllo esercitato da Ipazia: se si sia trattato di una semplice revisione del commento paterno, di integrazioni al testo ovvero di modificare ed emendare l'intero testo di Tolomeo.

### Astronoma e matematica
Le fonti classiche sono concordi nel rilevare come non solo Ipazia fosse stata istruita dal padre nella matematica ma, sostiene Filostorgio, anche che «ella divenne migliore del maestro, particolarmente nell'astronomia e che, infine, sia stata ella stessa maestra di molti nelle scienze matematiche». Filostorgio non è soltanto uno storico della Chiesa, ma anche un appassionato, se non un esperto, di astronomia e di astrologia, e le sue affermazioni trovano conferma in Damascio il quale scrive che Ipazia «fu di natura più nobile del padre, non si accontentò del sapere che viene dalle scienze matematiche alle quali lui l'aveva introdotta, ma non senza altezza d'animo si dedicò anche alle altre scienze filosofiche».
Matematica, astronoma e filosofa, come aveva già attestato il padre, Ipazia aveva tutti i titoli per succedere al padre nell'insegnamento di queste discipline nella comunità Alessandrina, nella tradizione del glorioso Museo fondato quasi 700 anni prima da Tolomeo I Soter. Anche se il vecchio Museo non esisteva più da quando era andato distrutto al tempo della guerra condotta da Aureliano, la tradizione dell'insegnamento delle scienze mediche e della matematica era però continuata ad Alessandria, mantenendo intatto l'antico prestigio, come conferma anche Ammiano Marcellino, e Ipazia, già almeno dal 393, era a capo della scuola alessandrina, come ricorda Sinesio, giunto ad Alessandria da Cirene per seguirvi i suoi corsi.
Le fonti antiche le attribuiscono sicuramente un commentario a un'opera di Diofanto di Alessandria, che dovrebbe essere, secondo gli interpreti, l'Arithmetica, e un commentario alle Coniche di Apollonio di Perga. È dubbio se ella abbia composto anche un'opera originale sull'astronomia, un Canone astronomico: la notizia di Suda – «scrisse un commentario a Diofanto, il Canone astronomico, un commentario alle Coniche di Apollonio» – non permette di comprendere se quel canone sia in realtà un commento a un'opera di Tolomeo, possibilmente quella già nota e citata dallo stesso padre Teone.
La mancanza di ogni suo scritto rende problematico stabilire il contributo effettivo da lei prodotto al progresso del sapere matematico e astronomico della scuola di Alessandria: a dire del Kline, quella scuola «possedeva l'insolita combinazione di interessi teorici e interessi pratici che doveva rivelarsi così feconda un migliaio di anni più tardi. Fino agli ultimi anni della sua esistenza, la Scuola alessandrina godette di piena libertà di pensiero, elemento essenziale per il fiorire di una cultura e fece compiere importanti passi avanti in numerosi campi che dovevano diventare fondamentali nel Rinascimento: la geometria quantitativa piana e solida, la trigonometria, l'algebra, il calcolo infinitesimale e l'astronomia».

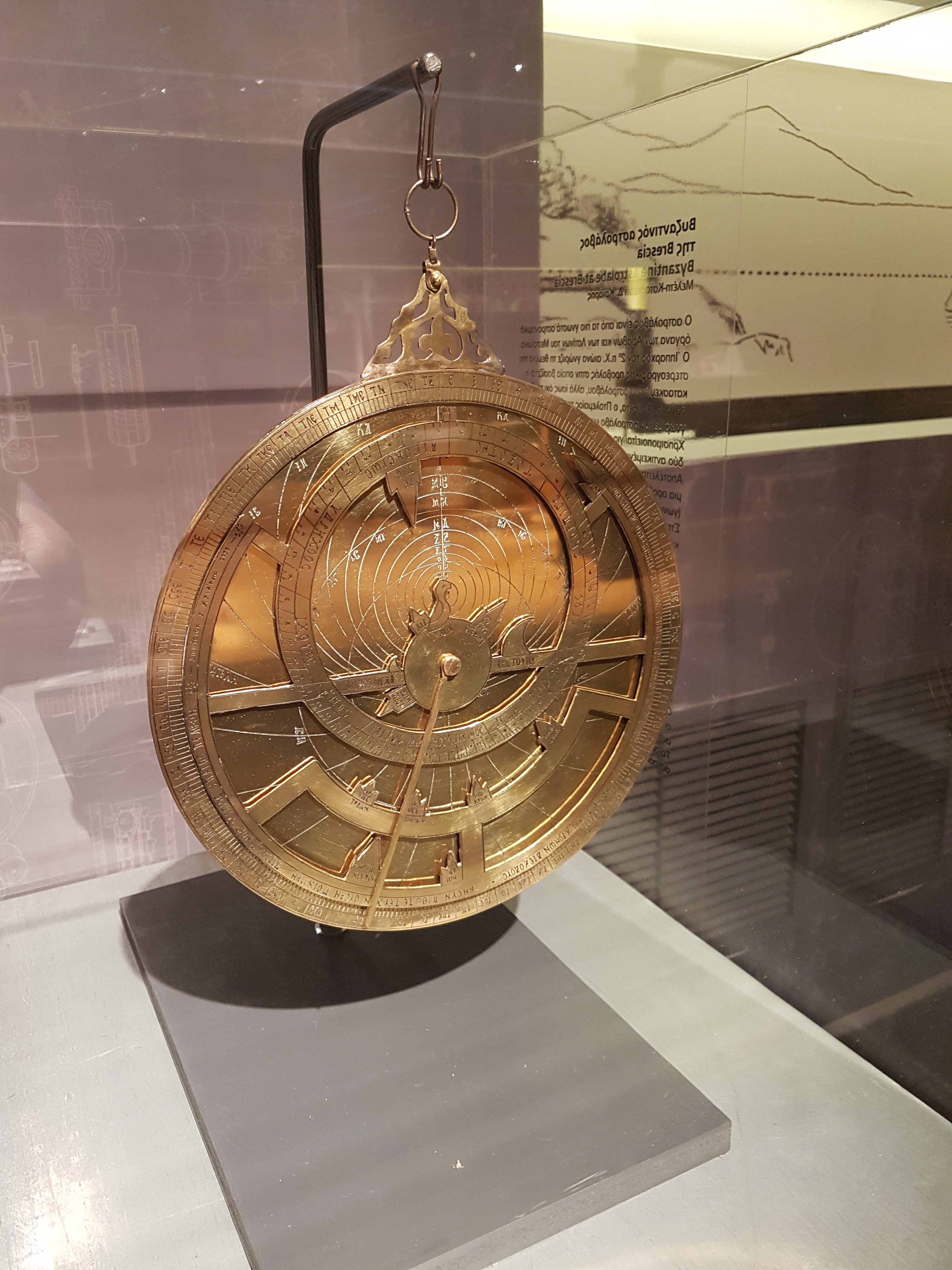
Riproduzione di un astrolabio in lingua greca dell'XI secolo. Teone di Alessandria, padre di Ipazia, compose un manuale sul suo uso

Progressi sulle conoscenze ereditate fino ad allora sono rivendicati dall'allievo di Ipazia, Sinesio, che nel 399 scriveva che Ipparco, Tolomeo e i successivi astronomi «lavorarono su mere ipotesi, perché le più importanti questioni non erano state ancora risolte e la geometria era ancora ai suoi primi vagiti»: ora si è ottenuto di «perfezionarne l'elaborazione». E Sinesio fornisce un esempio di tali perfezionamenti e dell'unione di interessi teorici e pratici, ad esempio egli riferisce di un perfezionamento dell'astrolabio, da lui fatto costruire e «concepito sulla base di quanto mi insegnò la mia veneratissima maestra [...], Ipparco lo aveva intuito e fu il primo a occuparsene, ma noi, se è lecito dirlo, lo abbiamo perfezionato» mentre «lo stesso grande Tolomeo e la divina serie dei suoi successori» si erano contentati di uno strumento che servisse semplicemente da orologio notturno.
Da queste parole si ricava che i matematici e gli astronomi del tempo di Ipazia non consideravano affatto l'opera di Tolomeo l'ultima e definitiva parola in fatto di conoscenza astronomica: al contrario, essa era correttamente ritenuta una semplice ipotesi matematica, segno che per gli astronomi alessandrini era necessario proseguire le ricerche, per giungere possibilmente alla reale comprensione della natura e della disposizione dell'universo. L'idea di un Tolomeo sistematizzatore della realtà astronomica appartiene alla più tarda epoca medievale.
Sinesio chiese anche ad Ipazia di costruirgli un idroscopio, allegando una descrizione dettagliata: «un tubo cilindrico avente la forma e la misura di un flauto. In linea perpendicolare reca degli intagli, a mezzo dei quali misuriamo il peso dei liquidi. Da una delle estremità è otturato da un cono fissato strettamente al tubo, in modo che unica sia la base di entrambi. È questo il cosiddetto barillio. Quando s'immerge il tubo nell'acqua, esso rimane eretto e si ha in tal modo la possibilità di contare gli intagli, i quali danno l'indicazione del peso».

### La filosofia di Ipazia

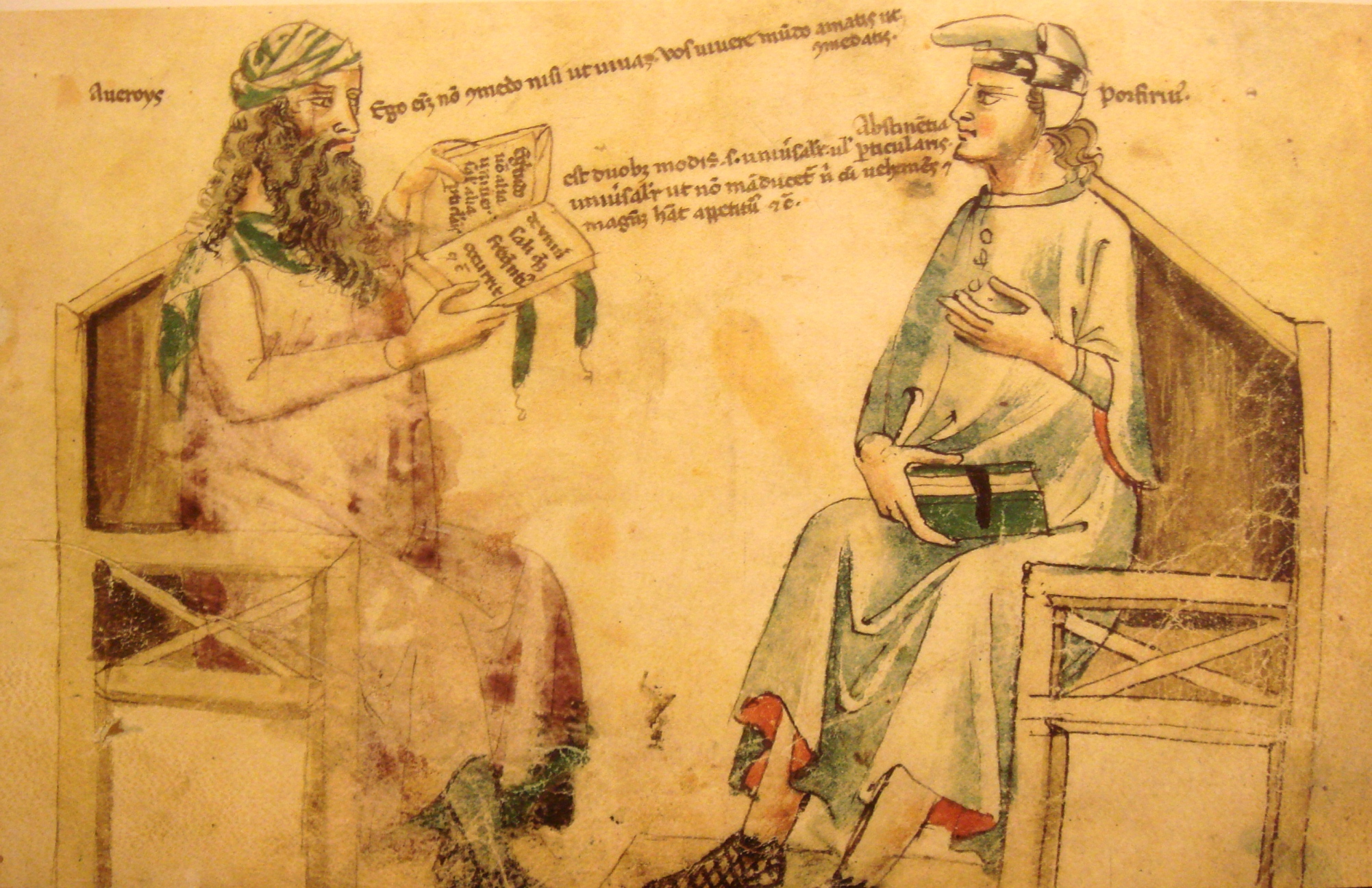
Averroè e Porfirio, XIV secolo

Analoghe difficoltà presenta la ricostruzione del pensiero filosofico di Ipazia. In assenza di opere autografe e di riferimenti espliciti occorre fare ancora riferimento agli scritti del suo allievo Sinesio. Christian Lacombrade dopo aver analizzato le caratteristiche degli scritti del giovane Sinesio, fondatamente influenzati dal suo soggiorno alla scuola d'Alessandria, afferma che quei primi testi «hanno necessariamente registrato, con modifiche minori che in seguito, il pensiero di quei venerati maestri che Ipazia rivelava nell'élite dei suoi discepoli», concludendone che nell'insegnamento di Ipazia il posto d'onore sarebbe stato tenuto da Porfirio, mentre minore rilievo vi avrebbe avuto Giamblico, sottolineando che Ipazia avrebbe soltanto illustrato il pensiero neoplatonico, senza elevarsi «a una concezione generale del mondo, non ha creato, come qualsiasi autentico filosofo, nessun sistema originale».
Resta il fatto che Sinesio rimase devotissimo alla sua maestra per tutta la vita, un atteggiamento che sembra dimostrare che egli avrebbe ascoltato ad Alessandria molto più di una semplice esposizione del pensiero di alcuni filosofi: «Sinesio sembra aver sperimentato alla scuola d'Ipazia un'autentica conversione alla filosofia. Nei suoi Inni egli si rivela poeta metafisico di intuito religioso di notevole profondità. Inoltre egli, come dimostrano le sue lettere a Ipazia e ad altri, fece parte per tutta la vita di un circolo di iniziati alessandrini, con i quali condivise i misteri della filosofia». Ipazia gli avrebbe insegnato a considerare la filosofia «uno stile di vita, una costante, religiosa e disciplinata ricerca della verità».
Sinesio frequentò sia la scuola di Alessandria sia quella di Atene, ma «l'Atene di oggi» – scrisse al fratello Evozio – «non ha nulla di eccelso a parte i nomi delle località [...] al giorno d'oggi l'Egitto tiene desta la mente avendo ricevuti i semi di sapienza da Ipazia. Atene, al contrario, che fu un tempo la sede dei sapienti, viene ora onorata solo dagli apicultori».

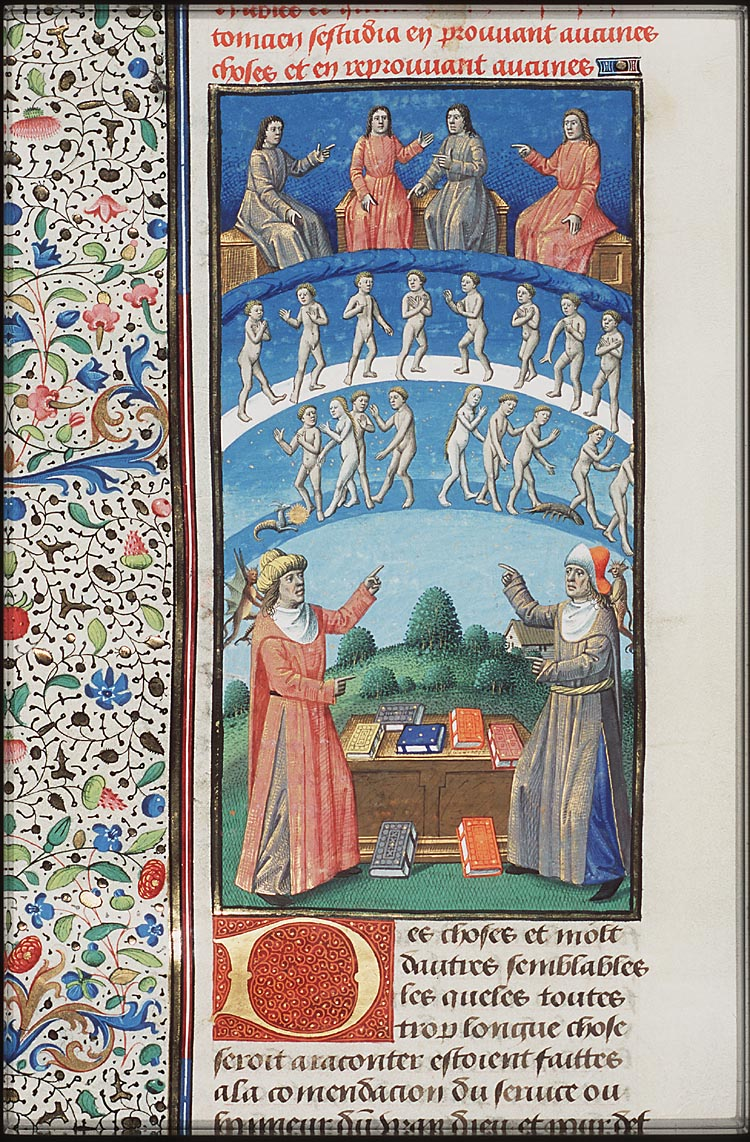
Porfirio e Plotino

Secondo Garzya, la filosofia di Plotino fu accolta da Sinesio nell'interpretazione alessandrina – in un processo «nel quale dovette avere parte non piccola Ipazia, anche se ci sfuggono i termini» – che si distingueva sia dal neoplatonismo orientaleggiante, «in nome di un certo razionalismo», sia dal neoplatonismo polemicamente anticristiano della scuola ateniese, «in nome d'una certa neutralità nei confronti del cristianesimo». È allora possibile che non vi sia mai stato, nel tempo, un distacco di Sinesio dagli insegnamenti di Ipazia, conformemente «alla tradizione platonica che mostra di avere alla sua radice la relazione maestro-allievo fra Socrate e Platone» e che sia pertanto individuabile in tutte le opere filosofiche di Sinesio, se non la lettera, almeno la traccia costante dell'insegnamento di Ipazia.
Nell'opuscolo Dione, così intitolato dal nome del sofista Dione di Prusa, Sinesio delinea il rapporto esistente tra filosofia e letteratura, esprimendo così anche i propri personali interessi culturali. Lo inviò a Ipazia nel 405, chiedendole un giudizio prima di una eventuale pubblicazione: «Se tu ritieni che lo scritto debba essere pubblicato, lo destinerò tanto ai retori quanto ai filosofi: agli uni recherà diletto, agli altri profitto, sempre che non venga respinto da te che hai la facoltà del giudizio».
La filosofia è l'unità delle conoscenze, «la scienza delle scienze», ma è anche il mezzo con il quale l'uomo comunica tanto con i suoi simili che col dio: non si tratta, pertanto, di una comunicazione mistica o fondata su pratiche magiche, bensì razionale e tipica dell'uomo, il quale non è infatti «un puro spirito, ma uno spirito calato nell'anima di un essere vivente». Lo stesso Dione di Prusa fu nella realtà un uomo come tanti altri, di media cultura e capacità, un oratore che però, una volta dedicatosi, seppur tardi, alla filosofia, «si applicò a educare gli uomini, fossero re o semplici cittadini, singoli o gruppi», abbandonando ogni retorica e ogni ricerca del successo personale nell'esclusivo interesse dell'educazione dei propri simili: e lo stesso aveva fatto Socrate, filosofo ben più grande, che mise a disposizione la propria sapienza a chiunque volesse indirizzarsi alla conoscenza e al bene.

### A capo della scuola di Alessandria
Ipazia «era giunta a tanta cultura da superare di molto tutti i filosofi del suo tempo, a succedere nella scuola platonica riportata in vita da Plotino e a spiegare a chi lo desiderava tutte le scienze filosofiche. Per questo motivo accorrevano da lei da ogni parte tutti coloro che desideravano pensare in modo filosofico». In questo passo, Socrate Scolastico, scrivendo intorno al 440, indica che ad Alessandria l'unica erede del platonismo interpretato da Plotino era stata Ipazia: diversamente, Ierocle, alessandrino di nascita ma formatosi ad Atene nella scuola del neoplatonico Plutarco (350–430), indica nel suo maestro l'erede della filosofia platonica in una successione che procede da Ammonio Sacca e, attraverso Origene, Plotino, Porfirio e Giamblico, giunge a Plutarco di Atene. Analoga è la successione dei maestri neoplatonici indicata dal più tardo Proclo, anch'egli membro della scuola d'Atene.

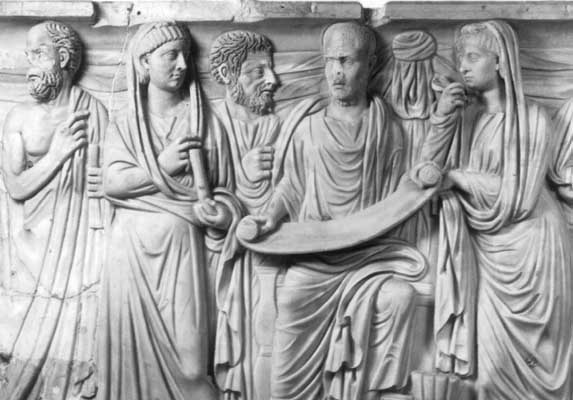
Plotino e i suoi discepoli

Tale diversità si può spiegare con la volontà di «mostrare che i soli veri eredi di Platone e di Plotino erano gli aderenti della teurgia giamblichea. Questo comportò la più completa omissione dei neoplatonici alessandrini da Ipazia a Sinesio in poi». Se pertanto si ammette la correttezza della successione delineata da Socrate Scolastico, ne deriva che Ipazia escluse dal suo insegnamento della filosofia neoplatonica la corrente magico-teurgica, indifferente, quando non ostile al cristianesimo, inaugurata da Giamblico e continuata nella scuola ateniese, per ricondurla alle fonti di Platone attraverso la mediazione di Plotino.
Resta da capire il senso preciso di quel «succedere nella scuola platonica riportata in vita da Plotino»: se cioè ella abbia «occupato la cattedra di filosofia platonica nella città del padre», svolgendovi la funzione del mero insegnante delle storiche dottrine filosofiche, ovvero «Ipazia aderiva a un platonismo derivato da quello di Plotino», o se invece, rifacendosi «a una tradizione più o meno consolidata», proponeva «un pensiero adeguato al tempo in cui si trovava a vivere e pensare». La premessa — aveva superato «di molto tutti i filosofi del suo tempo» – non dovrebbe lasciar dubbio sul fatto che ella, almeno nell'opinione di Socrate Scolastico, fosse considerata filosofa nel senso alto del termine e degna erede di Plotino.
Un'altra testimonianza proviene da Damascio, che alla fine del V secolo si stabilì ad Alessandria. Egli scrive che Ipazia «di natura più nobile del padre, non si accontentò del sapere che viene attraverso le scienze matematiche a cui era stata introdotta da lui ma, non senza altezza d'animo, si dedicò anche alle altre scienze filosofiche. La donna, gettandosi addosso il mantello e uscendo in mezzo alla città, spiegava pubblicamente a chiunque volesse ascoltarla Platone o Aristotele o le opere di qualsiasi altro filosofo».
Risulterebbe dal passo che Ipazia, iniziato il suo percorso culturale dallo studio delle scienze matematiche – che sono, secondo lo concezione platonica, le scienze propedeutiche alla filosofia — fosse approdata alle «altre scienze filosofiche», ossia alla «vera filosofia», che raggiunge il suo culmine nella dialettica. Ma alla «vera» filosofia, a giudizio di Damascio, Ipazia non sarebbe giunta: egli scrive infatti che Isidoro, il maestro di Damascio, «era molto superiore a Ipazia, non solo come uomo rispetto a una donna, ma anche quale vero filosofo rispetto a una geometra».

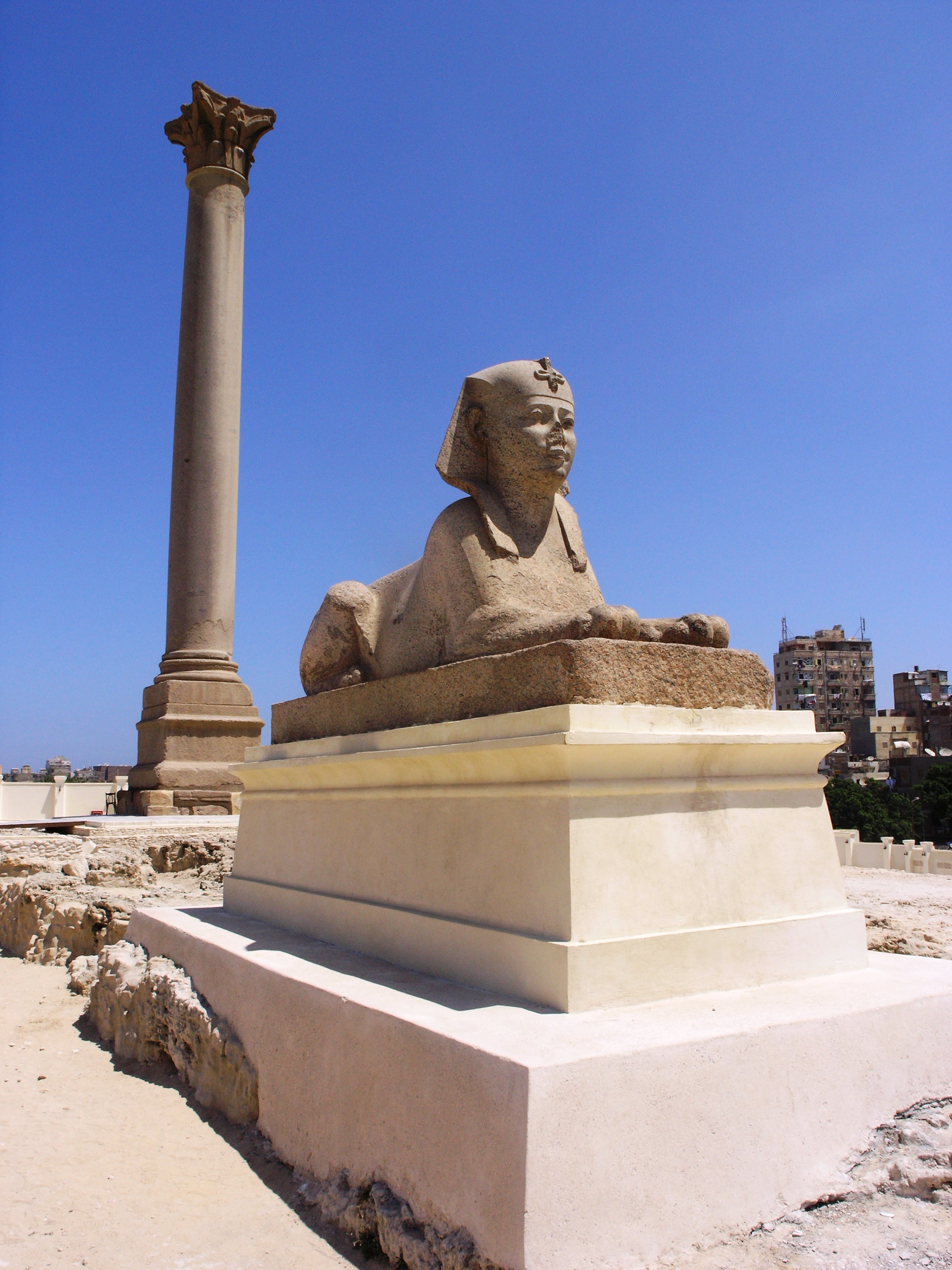
Rovine di Alessandria romana, con la Colonna di Pompeo

Qui Damascio sembra rivendicare al proprio maestro, e perciò indirettamente anche a sé stesso, un'alta dignità di filosofo, che risulterebbe diminuita se Ipazia, già «inferiore in quanto donna», avesse superato Isidoro nel dominio delle scienze filosofiche. Ma esiste un'altra considerazione: «a differenza di Ipazia, Isidoro non capiva niente di geometria», essendo essenzialmente un filosofo dell'astratto, delle discipline letterarie e un retore. Pertanto, il giudizio di Damascio appare in linea con la sua concezione gerarchica del sapere e della filosofia, e cioè la svalutazione della formazione filosofica basata sulle scienze matematiche rispetto a quella basata sulle discipline astratte, letterarie e retoriche.
Nel De dono, l'allievo di Ipazia Sinesio aveva scritto che «l'astronomia è di per sé una scienza di alta dignità, ma può forse servire da ascesa a qualcosa di più alto, da tramite opportuno, a mio avviso, verso l'ineffabile teologia, giacché il beato corpo del cielo ha sotto di sé la materia e il suo moto sembra essere ai sommi filosofi un'imitazione dell'intelletto. Essa procede alle sue dimostrazioni in maniera indiscutibile e si serve della geometria e dell'aritmetica, che non sarebbe disdicevole chiamare diritto canone di verità». Se questo passo riflette legittimamente le idee dell'astronoma Ipazia, si può ritenere che ella in filosofia «non si mosse alla ricerca dell'essere e del divino attraverso un discorso retorico-dimostrativo che costruisce il vero facendo a meno dei fenomeni e dell'esperienza», così che il giudizio negativo di Damascio è, in questo senso, del tutto conseguente alla sua personale visione della filosofia.
Un altro elemento che viene sottolineato dalle fonti antiche è il pubblico insegnamento esercitato da Ipazia verso chiunque volesse ascoltarla: l'immagine data di una Ipazia che insegna nelle strade sembra sottolineare un comportamento la cui audacia sembra voluta, come un gesto di sfida e, a questo proposito, va rilevato che quando Ipazia comincia a insegnare, nell'ultimo decennio del IV secolo, ad Alessandria sono stati appena demoliti i templi dell'antica religione per ordine del vescovo Teofilo, una demolizione che simboleggia la volontà di distruzione di una cultura alla quale anche Ipazia appartiene e che ella è intenzionata a difendere e a diffondere.

### La distruzione dei templi di Alessandria

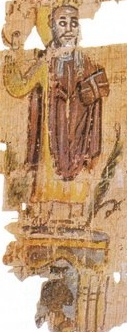
Illustrazione della Cronaca universale alessandrina: il vescovo Teofilo di Alessandria in piedi sul Serapeo di Alessandria distrutto dai suoi fanatici seguaci

I cosiddetti decreti teodosiani, emessi dall'imperatore Teodosio tra il 391 e il 392, avevano sancito la proibizione di ogni genere di culto pagano ed equiparato il sacrificare nei templi al delitto di lesa maestà punibile con la morte.
Socrate Scolastico sottolinea la particolare insistenza del vescovo Teofilo per ottenere dall'imperatore decreti che mettessero fine ad Alessandria ai culti dell'antica religione: «per sollecitudine di Teofilo, l'imperatore ordinò di distruggere i templi degli elleni in Alessandria e questo avvenne per l'impegno dello stesso Teofilo». Fu risparmiato il tempio di Dioniso, che il vescovo ottenne in dono dall'imperatore, per essere trasformato in chiesa: già da anni un altro storico edificio, il Cesareo, il tempio di Augusto, era stato trasformato in cattedrale cristiana e costituiva il luogo di celebrazione più importante della comunità cristiana.
Una particolare resistenza opposero gli elleni alla distruzione del Serapeo, il tempio più antico e prestigioso della città, «così adorno di atri con amplissimi colonnati, di statue che sembrano vive e d'opere d'arte di ogni genere, che nulla vi è sulla terra di più fastoso all'infuori del Campidoglio». Oltre al culto di Giove Serapide, vi erano celebrati i culti di Iside e delle divinità egizie e vi erano custoditi i loro misteri.
Teofilo «fece tutto quello che era in suo potere per recare offesa ai misteri degli elleni», esponendo pubblicamente per dileggio gli oggetti di culto dei templi distrutti. Il gesto provocò l'ultima resistenza degli elleni: «sconvolti dall'insolito e insospettato evento, non poterono starsene tranquilli e tramarono tra loro una cospirazione ai danni dei cristiani; dopo aver ucciso e ferito molti di loro, occuparono il tempio di Serapide». L'imperatore stesso, da Costantinopoli, appoggiò la comunità cristiana, sollecitando gli elleni a convertirsi: questi abbandonarono il tempio, che fu occupato dai cristiani. Il giorno prima della sua distruzione Olimpio, l'ultimo sacerdote del Serapeo, fuggì in Italia.

### Il conflitto di potere tra il prefetto Oreste e il vescovo Cirillo

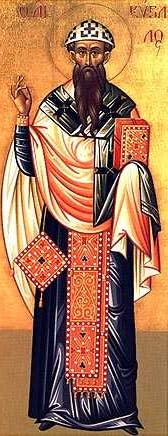
Il vescovo di Alessandria Cirillo.

Nessuna fonte attesta il comportamento tenuto da Ipazia durante queste drammatiche vicende, né gli eventuali rapporti intercorsi tra lei e il vescovo Teofilo. Sappiamo che il risalto ottenuto nella città di Alessandria dalla personalità di Ipazia è immediatamente successivo a quei fatti e coincide altresì con l'affermazione, prodottasi nell'Impero orientale, del movimento politico e culturale degli elleni, sostenitori tutti della tradizionale cultura greca indipendentemente dalle singole adesioni a una particolare religione. La loro ascesa subì un arresto con l'avvento al potere dell'Augusta Pulcheria, nel 414, per risalire, con alterna fortuna, nei decenni successivi, fino al declino avvenuto a partire dalla seconda metà del V secolo.
Il prestigio conquistato da Ipazia ad Alessandria ha una natura eminentemente culturale, ma quella sua stessa eminente cultura è la condizione dell'acquisizione, da parte di Ipazia, di un potere che non è più soltanto culturale: è anche politico. Scrive infatti lo storico cristiano ortodosso Socrate Scolastico:
(Socrate Scolastico, cit., VII, 15)
Quasi un secolo dopo, anche il filosofo Damascio riprende le sue considerazioni:
(Damascio, cit., 102)
Alla morte di Teofilo nel 412 salì sul trono episcopale di Alessandria Cirillo: questi «si accinse a rendere l'episcopato ancora più simile a un principato di quanto non fosse stato al tempo di Teofilo», nel senso che con Cirillo «la carica episcopale di Alessandria prese a dominare la cosa pubblica oltre il limite consentito all'ordine episcopale». In tal modo, tra il prefetto di Alessandria Oreste, che difendeva le proprie prerogative, e il vescovo Cirillo, che intendeva assumersi poteri che non gli spettavano, nacque un conflitto politico, anche se «Cirillo e i suoi sostenitori tentarono di occultarne la vera natura e di porre la questione nei termini di una lotta religiosa riproponendo lo spettro del conflitto tra paganesimo e cristianesimo».
Nel 414, durante un'assemblea popolare, alcuni ebrei denunciarono al prefetto Oreste quale seminatore di discordie il maestro Ierace, un sostenitore del vescovo Cirillo, «il più attivo nel suscitare gli applausi nelle adunanze in cui il vescovo insegnava». Ierace fu arrestato e torturato, al che Cirillo reagì minacciando i capi della comunità ebraica, e gli ebrei reagirono a loro volta massacrando un certo numero di cristiani. La reazione di Cirillo fu durissima: l'intera comunità ebraica fu cacciata dalla città, i loro averi furono confiscati e le sinagoghe distrutte. «Oreste, prefetto di Alessandria, s'indignò molto per l'accaduto e provò un gran dolore perché una città tanto importante era stata completamente svuotata di esseri umani», ma non poté prendere provvedimenti contro Cirillo, poiché per la costituzione del 4 febbraio 384 il clero veniva a essere soggetto al solo foro ecclesiastico.
Nel pieno del conflitto giurisdizionale tra il prefetto e il vescovo, dai monti della Nitria intervenne a sostegno di Cirillo un gran numero di monaci, i cosiddetti parabolani. Formalmente degli infermieri, «di fatto costituivano un vero e proprio corpo di polizia che i vescovi di Alessandria usavano per mantenere nelle città il loro ordine». Costoro, «usciti in numero di circa cinquecento dai monasteri e raggiunta la città, si appostarono per sorprendere il prefetto mentre passava sul carro. Accostatisi a lui, lo chiamavano sacrificatore ed elleno, e gli gridavano contro molti altri insulti. Egli allora, sospettando un'insidia da parte di Cirillo, proclamò di essere cristiano e di essere stato battezzato dal vescovo Attico. Ma i monaci non badavano a ciò che veniva detto e uno di loro, di nome Ammonio, colpì Oreste sulla testa con una pietra».
Accorsero cittadini di Alessandria, dispersero i parabolani e catturarono Ammonio conducendolo da Oreste: «questi, rispondendo alla sua provocazione pubblicamente con un processo secondo le leggi, spinse a tal punto la tortura da farlo morire. Non molto tempo dopo rese noti questi fatti ai governanti. Ma Cirillo fece pervenire all'imperatore la versione opposta». Non si sa quale fosse la versione dei fatti approntata da Cirillo, ma la si può immaginare dal fatto che il vescovo fece collocare il cadavere di Ammonio in una chiesa e, cambiatogli il nome in Thaumasios – «ammirevole» – lo elevò al rango di martire, come se fosse morto per difendere la sua fede. «Ma chi aveva senno, anche se cristiano, non approvò l'intrigo di Cirillo. Sapeva, infatti, che Ammonio era stato punito per la sua temerarietà e non era morto sotto le torture per costringerlo a negare Cristo». Infatti, lo stesso Cirillo «si adoperò per far dimenticare al più presto l'accaduto con il silenzio».

### Uccisione di Ipazia

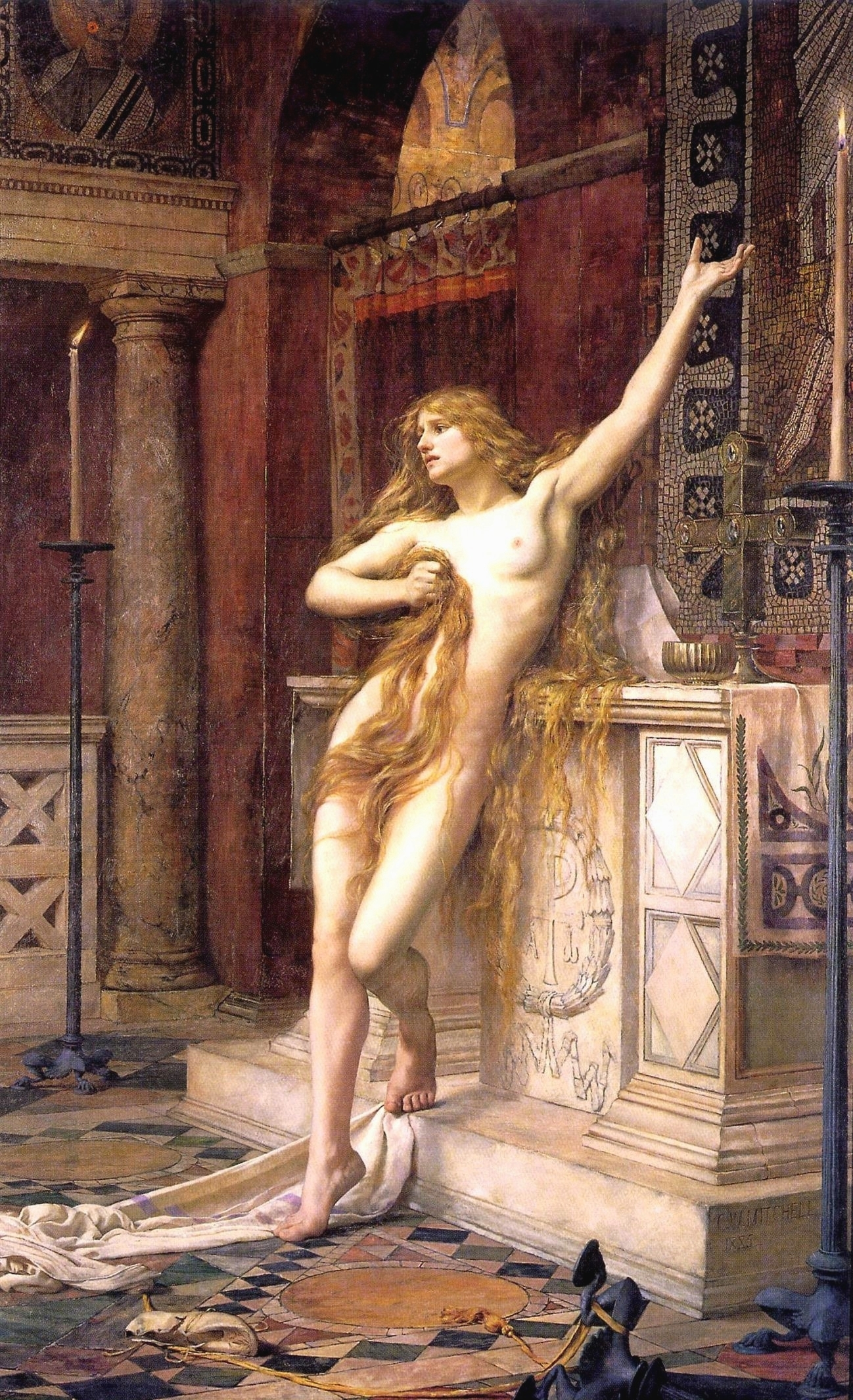
C. W. Mitchell, La morte di Ipazia

Il contesto in cui avviene l'omicidio di Ipazia è dunque quello di un conflitto fra Oreste e Cirillo. Come riportato da fonti cristiane e pagane, Ipazia fu diffamata e accusata con calunnia di essere una delle cause di questo conflitto. Riferisce infatti lo storico della Chiesa Socrate Scolastico che [Ipazia] «s'incontrava alquanto di frequente con Oreste, l'invidia mise in giro una calunnia su di lei presso il popolo della chiesa, e cioè che fosse lei a non permettere che Oreste si riconciliasse con il vescovo».
Tracce di queste voci che screditavano la reputazione di Ipazia sono visibili nella Cronaca di Giovanni di Nikiu, un vescovo cristiano copto attivo ad Alessandria nel VII secolo: Giovanni, secondo cui l'omicidio di Ipazia va considerato tra i meriti di Cirillo, afferma che Ipazia distolse il governatore dal frequentare la chiesa con le sue arti magiche, oltre a corrompere molte altre persone con i suoi «stratagemmi satanici»:
Il governatore della città l'onorò esageratamente perché lei l'aveva sedotto con le sue arti magiche. Il governatore cessò di frequentare la chiesa come era stato suo costume. Ad eccezione di una volta in circostanze pericolose. E non solo fece questo, ma attrasse molti credenti a lei, ed egli stesso ricevette gli increduli in casa sua.»
(Giovanni di Nikiu, Cronaca, 87–8.)
Fu in questo clima che maturò l'omicidio di Ipazia. Era il mese di marzo del 415, e correva la quaresima:
(Socrate Scolastico, cit., VII, 15)

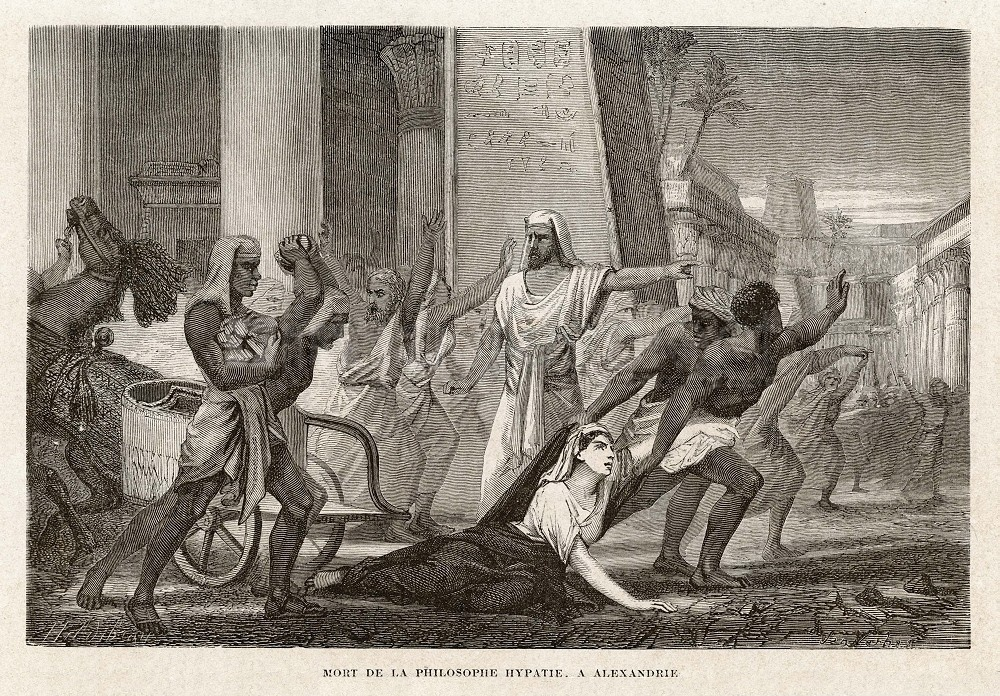
La matematica e filosofa pagana Ipazia mentre subisce il linciaggio per opera di fanatici cristiani ad Alessandria d'Egitto nel 415.

La versione dei fatti di Socrate Scolastico è considerata una versione cristiana "moderata", che si allineava al punto di vista dell'Impero bizantino; ciononostante anche Socrate Scolastico considera Cirillo responsabile dell'assassinio di Ipazia. La versione del vescovo copto Giovanni di Nikiu si allineava appunto alle posizioni copte, favorevoli a Cirillo. Secondo questa versione, definita da storici come Silvia Ronchey "radicale", in realtà Ipazia esercitava arti magiche e influenze sataniche e la sua eliminazione fu un vero e proprio titolo di merito per il vescovo Cirillo di Alessandria, che fu celebrato dal popolo. Ecco come Giovanni di Nikiu racconta l'omicidio:
Quando trovarono il luogo dove era, si diressero verso di lei e la trovarono seduta su un'alta sedia. Avendola fatta scendere, la trascinarono e la portarono nella grande chiesa chiamata Caesarion. Questo accadde nei giorni del digiuno.
Poi le lacerarono i vestiti e la trascinarono attraverso le strade della città finché lei morì. E la portarono in un luogo chiamato Cinaron, e bruciarono il suo corpo. E tutte le persone circondarono il patriarca Cirillo e lo chiamarono 'il nuovo Teofilo' perché aveva distrutto gli ultimi resti dell'idolatria nella città.»
(Giovanni di Nikiu, Cronaca, 100–2)
Una versione pagana della vicenda è trasmessa invece dal filosofo pagano Damascio, che si era recato ad Alessandria intorno al 485, quando ancora «vivo e denso di affetto era il ricordo dell'antica maestra nella mente e nelle parole degli alessandrini». Divenuto poi scolarca della scuola di Atene, scrisse, cento anni dopo la morte di Ipazia, la sua biografia. In essa sostiene la diretta responsabilità di Cirillo nell'omicidio, più esplicitamente di quanto non faccia Socrate Scolastico: accadde che il vescovo, vedendo la gran quantità di persone che frequentava la casa di Ipazia, «si rose a tal punto nell'anima che tramò la sua uccisione, in modo che avvenisse il più presto possibile, un'uccisione che fu tra tutte la più empia». Anche Damascio rievoca la brutalità dell'omicidio: «una massa enorme di uomini brutali, veramente malvagi [...] uccise la filosofa [...] e mentre ancora respirava appena, le cavarono gli occhi».
Il riferimento di Damascio alle frequentazioni private della casa di Ipazia è stato collegato da alcuni studiosi alla possibile attività di culti misterici neoplatonici che avrebbero fatto parte dell'insegnamento di Ipazia: questo perché la filosofia neoplatonica comportava un insegnamento pubblico (demosia), ma anche riunioni private (idia) dove era forte la dimensione esoterica. Ipazia in queste riunioni avrebbe offerto uno spazio di ritrovo alle élite pagane della città di Alessandria, che si erano convertite al cristianesimo per necessità, una volta diventate la minoranza.
Ancora, lo storico antiocheno Giovanni Malalas riferisce della responsabilità di Cirillo nell'omicidio di Ipazia:
(Giovanni Malalas, Cronografia, XIV 12, 68–70)
Solo Esichio, in un frammento conservato nella Suda, sostiene che Ipazia fu uccisa a ragione dei suoi insegnamenti:
(Esichio di Mileto, in Suda s.v. «Ὑπατία».)
Dopo l'uccisione di Ipazia fu aperta un'inchiesta. A Costantinopoli regnava di fatto Elia Pulcheria, sorella del minorenne Teodosio II (408–450), che era vicina alle posizioni del vescovo Cirillo d'Alessandria e come il vescovo fu dichiarata santa dalla Chiesa. Il caso fu archiviato, sostiene Damascio, a seguito dell'avvenuta corruzione di funzionari imperiali.
Anche secondo Socrate Scolastico la corte imperiale fu corresponsabile della morte di Ipazia, non essendo intervenuta, malgrado le sollecitazioni del prefetto Oreste, a porre fine ai disordini precedenti l'omicidio. Tesi anche condivisa da Giovanni Malalas, secondo il quale l'imperatore Teodosio «amava Cirillo, il vescovo di Alessandria. In questo periodo gli alessandrini, presa licenza dal loro vescovo [Cirillo] di fare da sé, bruciarono su una pira di fascine Ipazia, attempata donna (παλαιά γυνή), filosofa insigne, da tutti considerata grande».

## Ipazia nell'arte, al cinema e alla radio
A partire dall'Illuminismo, Ipazia viene considerata una vittima del fanatismo religioso e una martire laica del pensiero scientifico. Nel Settecento lo storico britannico Edward Gibbon definì la sua morte una «macchia indelebile sul carattere e sulla religione di Cirillo d'Alessandria».

### Pittura
- Nel celebre affresco La scuola di Atene di Raffaello Sanzio la figura che rappresenterebbe un giovane amico di Raffaello, Francesco Maria della Rovere,[92] viene qualche volta identificata, ma forse senza fondamento, con Ipazia.
- Ipazia è il soggetto dell'omonimo dipinto eseguito nel 1885 dal pittore preraffaellita Charles William Mitchell.
- A Napoli nei Quartieri Spagnoli è stato realizzato, con il supporto del Comune, un murale di una famosa street artist che raffigura Ipazia.[93]
- A Napoli, nel primo decennio del '900, il pittore Vincenzo La Bella ha decorato il vestibolo posto al primo piano dell'edificio universitario in Corso Umberto I con l'affresco ove rappresenta La tragica fine di Ipazia.

### Letteratura
- Il primo saggio storicamente noto su Ipazia è opera del filosofo deista inglese John Toland (1670–1722), il quale, nel 1720, dà alle stampe una sua visione della vicenda di Ipazia che mette in evidenza il fanatismo di San Cirillo, mandante dell'omicidio.[94]
- Alla vita di Ipazia è dedicato l'omonimo romanzo del 1853 dello scrittore inglese Charles Kingsley.[95]
- Diodata Roero Saluzzo, Ipazia ovvero Delle Filosofie, Torino, Chirio e Mina, 1827; la scrittrice cattolica espose nel poemetto (romanzo in versi) la stravagante ipotesi della conversione di Ipazia al cristianesimo operata da Cirillo, e della sua uccisione da parte di un sacerdote pagano.
- Mario Luzi, Libro di Ipazia, Milano, Biblioteca Universale Rizzoli, 1973: il dramma è dedicato alla vicenda della scienziata alessandrina.
- Caterina Contini, Ipazia e la notte (romanzo), Milano, Longanesi, 1999 ISBN 88-304-1542-1
- Aida Stoppa, Ipazia e la rete d'oro (racconto), in Aida Stoppa, Sette universi di passione, Colledara, Andromeda, 2004, pp. 20–34
- I personaggi di Ipazia e del padre Teone, decontestualizzati da Alessandria e trasferiti nella Venezia dei primi decenni del Novecento, compaiono in una delle storie a fumetti della serie di "Corto Maltese", firmata da Hugo Pratt: Favola di Venezia; sono due figure di studiosi di esoterismo, ai quali il protagonista del fumetto si rivolge per ottenere informazioni.
- Umberto Eco, Baudolino, cap. 33, Milano, Bompiani, 2000 ISBN 88-452-4736-8
- Adriano Petta, Antonino Colavito, Ipazia. Vita e sogni di una scienziata del IV secolo, prefazione di Margherita Hack, (romanzo) Roma, La Lepre edizioni 2009 ISBN 88-96052-13-0
- Maria Moneti Codignola, Ipazia muore, Milano, La Tartaruga, 2010 ISBN 978-88-7738-491-1
- Youssef Ziedan, Azazel (عزازل - Azâzîl), Vicenza, Neri Pozza Editore, 2010 ISBN 978-88-545-0398-4
- Silvia Ronchey, Ipazia. La vera storia, Collana Saggi italiani, Milano, Rizzoli, 2010. ISBN 978-88-17-04565-0 - Primo premio Sezione Saggistica Premio Nazionale Letterario Pisa 2011.
- Gemma Beretta, Ipazia d'Alessandria, Editori Riuniti, 1993 (seconda edizione 2014).

### Cinema, musica e radio
- Agora (2009) di Alejandro Amenábar è un film liberamente ispirato alla figura storica di Ipazia[96]
- La puntata del 17 ottobre 2009 di La storia in giallo su Rai Radio 3 tratta dell'omicidio di Ipazia[97]
- Nel ciclo per baritono e strumenti Quaderno di strada (2003) di Salvatore Sciarrino, il brano n. 7 intitolato Anno 410 è dedicato al ricordo della morte di Ipazia.
- Nella serie The Good Place il personaggio di Ipazia è stato interpretato da Lisa Kudrow,

### Fumetti
- Ipazia è citata in una storia di Zagor, Monument Valley, uscita nel 2019. In essa si immagina che la filosofa, al corrente dell'esistenza di un altro continente al di là dell'oceano, abbia incaricato alcuni uomini di sua fiducia di portare là alcuni papiri della biblioteca di Alessandria per sottrarli all'imminente distruzione di quest'ultima.

### Fonti antiche
- Cirillo di Alessandria, Homilia VIII, in Jacques Paul Migne, Patrologia Graeca, vol. LXXVII.
- Esichio di Mileto, Fragmenta, in «Fragmenta Historicorum Graecorum», Paris, Didot 1841–1870
- Damascio, Vita Isidori, Hildesheim, Olms 1967
- Filostorgio, Historia Ecclesiastica, in J. P. Migne, Patrologia Graeca, vol. LXV; Epitome in Fozio, Bibliotheca, 8 voll., Paris, Les Belles Lettres 1959
- Giovanni di Nikiu, Cronaca (testo etiope curato e tradotto in francese da Hermann Zotenberg, Notices et Extraits des Manuscrits de la Bibliothèque Nationale et Autres Bibliothèques, Tome XXIV, Imprimerie Nationale, Parigi, 1883; tradotto dal francese all'inglese da Robert Henry Charles, The Chronicle of John (c. 690 A.D.) : coptic bishop of Nikiu: being a history of Egypt before and during †the Arab conquest, Londra, 1916.
- Palladas, in Antologia Palatina, Torino, Einaudi, 1978
- Sinesio, Opere, Torino, UTET 1989
- Socrate Scolastico, Historia Ecclesiastica, in J. P. Migne, Patrologia Graeca, vol. LXVII
- Sozomeno, Historia Ecclesiastica, in J. P. Migne, Patrologia Graeca, vol. LXVII
- Suda, Lexicon, Lipsia, Teubner 1928
- Teodoreto di Cirro, Historia Ecclesiastica, Berlin Akademie Verlag 1954
- Teone di Alessandria, Commentaria in Ptolomaei syntaxin mathematicam I-II, Città del Vaticano, Biblioteca Apostolica Vaticana 1936
- Teone, Commentaria in Ptolomaei syntaxin mathematicam III-IV, Città del Vaticano, Biblioteca Apostolica Vaticana 1943
- Teone, Le Petit commentaire de Théon d'Alexandrie aux Tables faciles de Ptolomée, tr. da A. Tihon, Città del Vaticano, Biblioteca Apostolica Vaticana 1978

### Letteratura moderna
- Augusto Agabiti, Ipazia: la prima martire della libertà di pensiero, Roma, Enrico Voghera, 1914.
- Daniel Cerqueiro, Hipatia de Alejandría La Filósofa, Buenos Aires, Ed. Pequeña Venecia, 2006, ISBN 978-987-9239-16-2.
- Margaret Alic, L'eredità di Ipazia, Roma, Editori Riuniti, 1989
- Gemma Beretta, Ipazia d'Alessandria, Roma, Editori Riuniti, 2014  [1993], ISBN 9788864730899.
- Guido Bigoni, Ipazia Alessandrina, Venezia, Antonelli, 1887
- Dora Black Russell, Ipazia e la guerra dei sessi, La Tartaruga, 2012 [1925]
- (EN) Charlotte Booth, Hypatia: Mathematician, Philosopher, Myth, London, Fonthill Media, 2017, ISBN 978-1-78155-546-0.
- (EN) Michael John Bradley, The Birth of Mathematics: Ancient Times to 1300, New York City, Infobase Publishing, 2006, ISBN 978-0-8160-5423-7.
- (EN) Jay Bregman, Synesius of Cyrene. Philosopher Bishop, Berkeley-Los Angeles-London, University of California Press, 1982.
- (EN) Alan Cameron, Hypatia: Life, Death, and Works, in Wandering Poets and Other Essays on Late Greek Literature and Philosophy, Oxford, England, Oxford University Press, 2016, ISBN 978-0-19-026894-7.
- (EN) Alan Cameron, Jacqueline Long e Lee Sherry, Barbarians and Politics at the Court of Arcadius, Berkeley and Los Angeles, University of California Press, 1993, ISBN 978-0-520-06550-5.
- Luciano Canfora, Cirillo e Ipazia nella storiografia cattolica, in Anabases, n. 12, 2010, DOI:10.4000/anabases.1111. URL consultato il 26 agosto 2024.
- (EN) Michael A. B. Deakin, Hypatia of Alexandria, mathematician and martyr, Prometeus Books, 2007, ISBN 978-1-59102-520-7.
- (EN) Maria Dzielska, Hypatia of Alexandria, Cambridge, MA, Harvard University Press, 1996, ISBN 978-0-674-43776-0.
- Maria Dzielska, Ipazia e la sua cerchia intellettuale, in «Paganism in the Later Roman Empire and in Byzantium», Cracovia, Byzantina et Slavica Cracoviensia, 1991
- Étienne Évrard, A quel titre Hypatie enseigna-t-elle la philosophie?, in «Revue des Etudes Grecques», 90, 1977
- (DE) Richard Hoche, Hypatia, die Tochter Theons, in Philologus, n. 15, 1860,  pp. 435-474.
- Morris Kline, Storia del pensiero matematico, 2 voll., Torino, Einaudi 1999 ISBN 88-06-15417-6
- (FR) Christian Lacombrade, Synésios de Cyrène hellène et chrétien, Parigi, Les Belles Lettres, 1951.
- Clelia Martínez Maza, Hipatia. La estremecedora historia de la última gran filósofa de la Antigüedad y la fascinante ciudad de Alejandría, Madrid, La esfera de los libros, 2009. ISBN 978-84-97-348249
- Olivier Masson, Theoteknos, Fils de Dieu, in «Revue des Études Grecques», CX, 1997
- (EN) Otto Neugebauer, A history of ancient mathematical astronomy, Berlin-Heidelberg-New York, Springer, 1975..
- Robert J. Penella, When was Hypatia born?, in «Historia», XXXIII, 1984
- Karl Praechter, Hypatia in «Real Enzyklopädie der Altertums», IX, Stuttgart, 1914
- Angela Putino, La signora della Notte stellata, in Diotima, Mettere al mondo il mondo. L'ordine simbolico della madre, Milano, La Tartaruga, 1992
- John M. Rist, Hypatia, in «Phoenix», 19, 1965
- Denis Roques, La famille d'Hipatie (Sinésios, epp. 5 et 16), in «Revue des Études Grecques», CVIII, 1995.
- Denis Rocques, Theoteknos, Fils de Dieu, in «Revue des Études Grecques», CXI, 1998
- Silvia Ronchey, Ipazia, l'intellettuale, in Roma al femminile, Roma-Bari, Laterza, 1994,  pp. 213–58.
- Silvia Ronchey, Filosofa e martire: Ipazia tra storia della chiesa e femminismo, in R. Raffaelli (a cura di), «Vicende e figure femminili in Grecia e a Roma», Atti del Convegno di Pesaro, 28–30 aprile 1994, Ancona, Commissione per le Pari Opportunità della Regione Marche, 1995,  pp. 449–65.
- Silvia Ronchey, Ipazia. La vera storia, Roma, BUR Rizzoli, 2011, ISBN 978-88-17-04565-0.
- Silvia Ronchey, Perché Cirillo assassinò Ipazia?, in Tolleranza religiosa in età tardoantica IV-V secolo. Atti delle Giornate di studio sull'età tardoantica (Roma, 26–27 maggio 2013), Cassino, Università degli Studi di Cassino, 2013.
- Jean Rougé, La politique de Cyrille d'Alexandrie et le meurtre d'Hypatie, in «Cristianesimo nella storia», 11/3, 1990, pp. 485–504
- Tassilo Schmitt, Die Bekehrung des Synesios von Kyrene. Politik und Philosophie, Hof und Provinz als Handlungsräume eines Aristokraten bis zu seiner Wahl zum Metropoliten von Ptolemaïs, München-Leipzig, K. G. Saur, 2001 ISBN 978-3-598-77695-3
- Pedro Jesús Teruel, Filosofía y ciencia en Hipatia, Madrid, Gredos 2011. ISBN 978-84-24-919399
- John Toland, Ipazia. Donna colta e bellissima fatta a pezzi dal clero, a cura di F. Turriziani Colonna, Firenze, Clinamen, 2009 ISBN 978-88-8410-151-8
- Joseph Vogt e Matthias Schramm, Synesius vor dem Planisphaerium, in «Das Altertum und jedes neue Gute für Wolfgang Schadewaldt zum 15. März 1970», Stuttgart-Berlin-Köln-Mainz, Kohlhammer, 1970
- (EN) Edward J. Watts, City and School in Late Antique Athens and Alexandria, Berkeley and Los Angeles, University of California Press, 2006, ISBN 978-0520258167.
- (EN) Edward J. Watts, Hypatiaː The Life and Legend of an Ancient Philosopher, New York, Oxford University Press, 2017.